# Hermandad de los Estudiantes (Andújar)
La Hermandad de los Estudiantes es una hermandad y cofradía de culto católico de la ciudad española de Andújar (Jaén). Su nombre completo es Hermandad del Santísimo Cristo de la Expiración, Santa María Magdalena y Nuestra Señora de la Amargura. Tiene su residencia canónica en la iglesia parroquial de San Bartolomé Apóstol. Fue fundada en 1947.

## Historia
La Hermandad nace del empeño de varios jóvenes estudiantes, amantes de las tradiciones locales, en crear una corporación religiosa. Se constituyó el 5 de abril de 1947 en la sacristía de la parroquia de San Bartolomé bajo la denominación de Hermandad del Santísimo Cristo de la Expiración. Teniendo en cuenta la condición de la mayoría de sus cofrades pronto fue conocida como Hermandad de los Estudiantes. Con anterioridad hay datos que atestiguan la existencia de una Cofradía del Cristo de la Expiración en el desaparecido convento de la Trinidad y, al menos, una imagen más representando este pasaje de la Pasión en la parroquia de Santa María La Mayor.

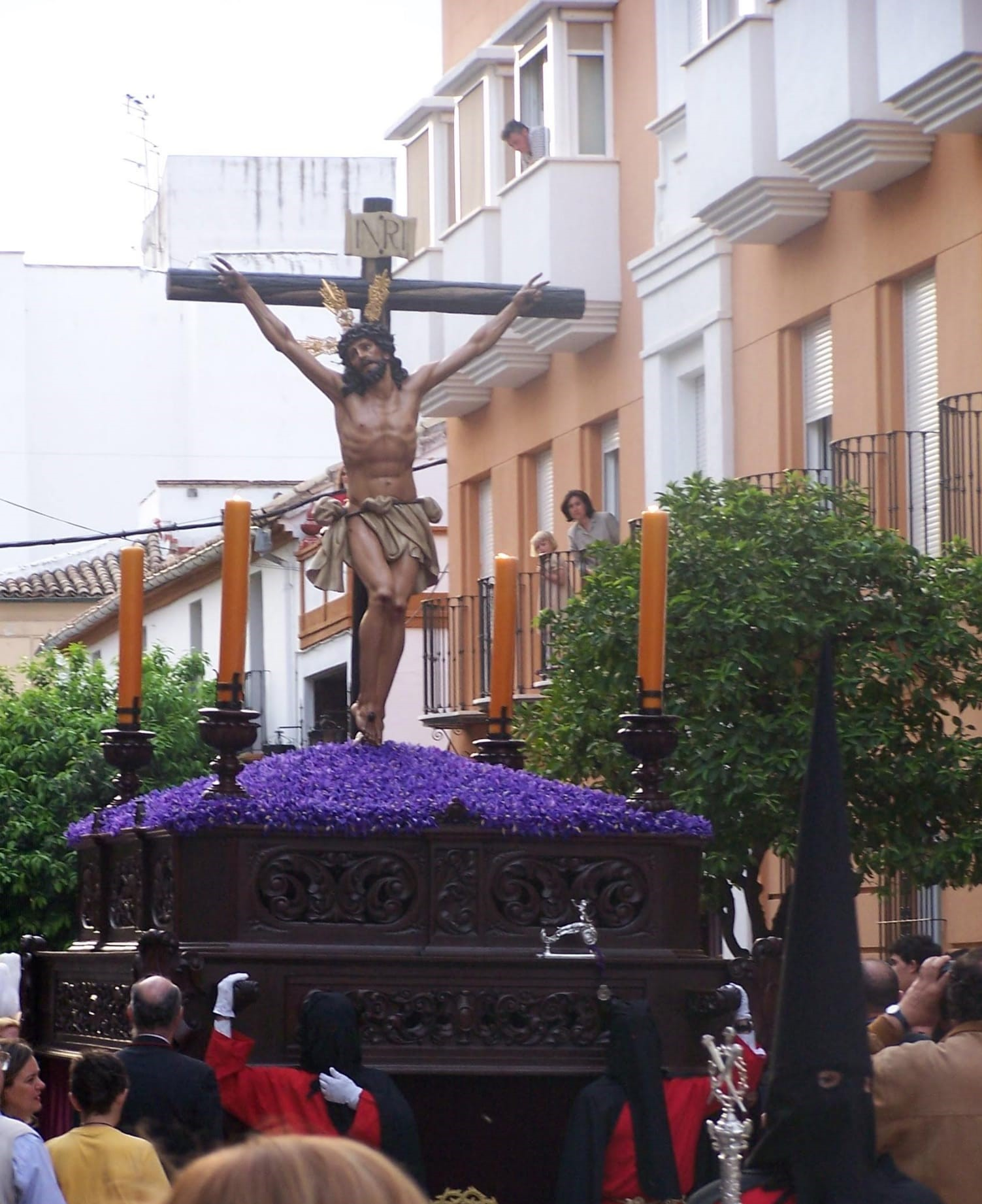
Santísimo Cristo de la Expiración

Se adquirió la imagen del Crucificado a la fábrica Merlo de artículos religiosos y realizó su primer desfile procesional en la Semana Santa de 1948 en el antiguo paso de Jesús Caído. En 1949 el Obispado aprueba sus primeros estatutos. En 1952 la familia Gisbert Garrido dona la imagen, el trono y las vestiduras de Santa María Magdalena. En 1953 se añadirá la imagen de Nuestra Señora de la Amargura. En 1954 se adquieren los pasos del Cristo y de la Virgen y una mesa de altar para venerar a sus Titulares. En  la década de los sesenta  se estudia la posibilidad de que la cofradía tuviera capilla propia en el recién inaugurado instituto “Nuestra Señora de la Cabeza”, algo que no se llegó a realizar.

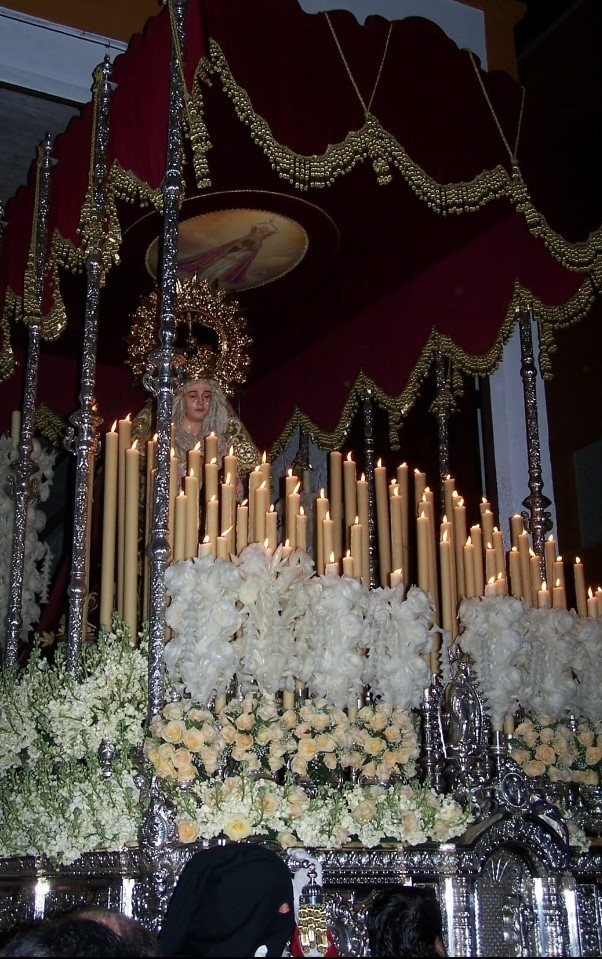
Nuestra Señora de la Amargura

La crisis de la década de los setenta afectó a la Hermandad de los Estudiantes, que debe dejar de procesionar a las imágenes de Santa María Magdalena (en 1969) y la Virgen de la Amargura. Durante estos años, no obstante, se responsabilizan de que el paso del Santo Entierro realice su estación penitencial, tras un acuerdo con el Ayuntamiento de la ciudad. Al igual que ocurre con otras hermandades de Pasión, los ochenta comienzan a devolver el esplendor perdido, con la llegada de nuevos hermanos y la reforma del paso del Cristo. En 1998 vuelve a desfilar por las calles de Andújar Nuestra Señora de la Amargura, en un nuevo paso de palio. Desde 2005 inicia su estación penitencial desde una capilla aneja a la parroquia, construida junto con la Cofradía de la Veracruz.

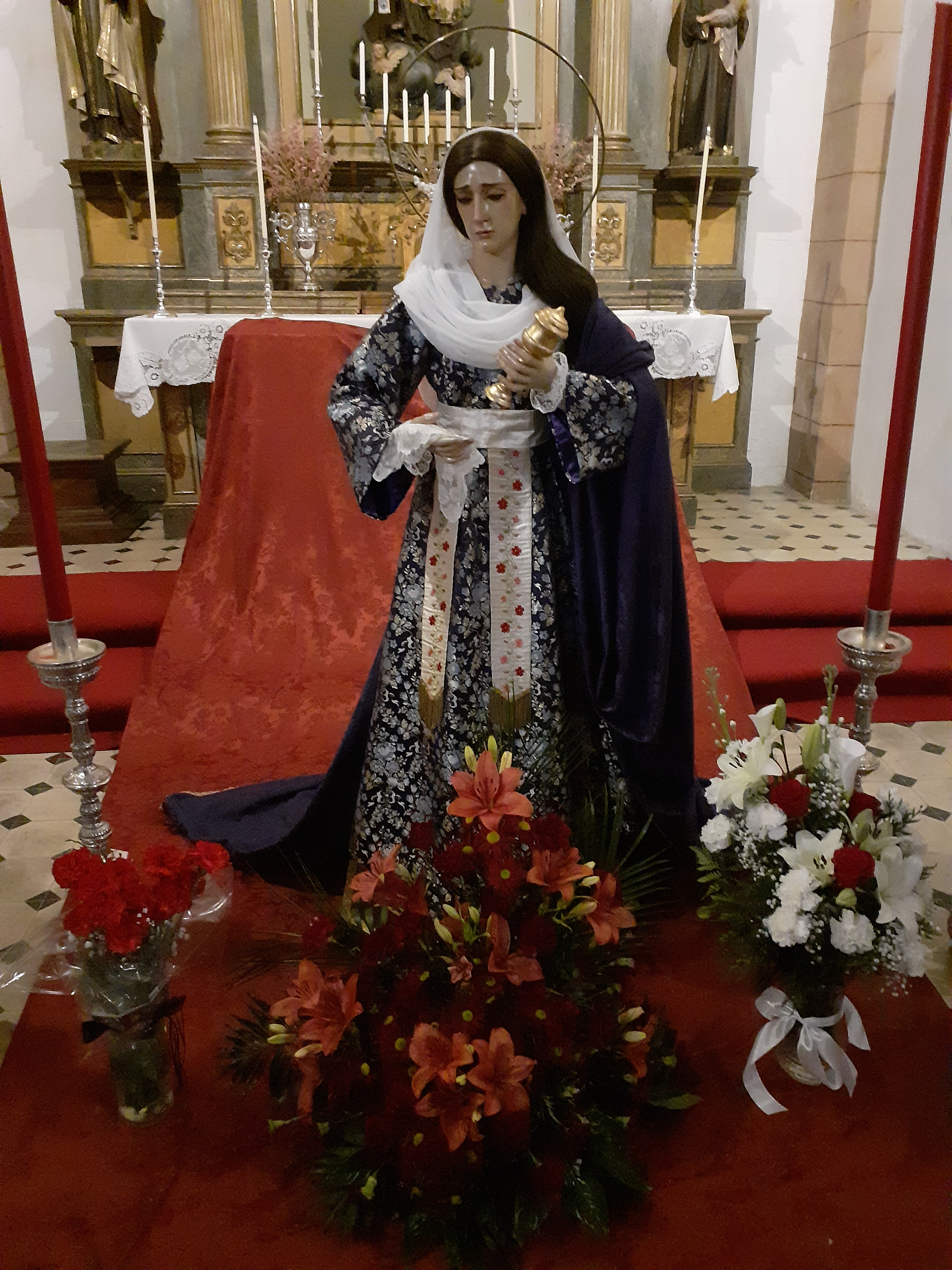
Santa María Magdalena

Desde 1992 realiza cartel anunciador de la procesión del Viernes Santo al que se une una exaltación a sus Titulares. Publica boletín anual desde 1995 (Crucifixión). Celebra triduo al Cristo de la Expiración en Cuaresma, triduo a la Virgen de la Amargura en octubre y fiesta a Santa María Magdalena el día de su onomástica.
En el año 2022, la Hermandad celebró los 75 años de su fundación. Un año antes, el 6 de diciembre de 2021, se presentó el logotipo conmemorativo, obra de José Jiménez y el cartel, obra fotográfica de Juan Carlos Expósito. En la Semana Santa de ese año se estrenó la remodelación del paso del Cristo., imagen que presidió el Viacrucis oficial de la Agrupación de Cofradías. Los actos de las bodas de diamante de la Hermandad consistieron en una misa por los cofrades difuntos, un solemne quinario, dos conferencias de contenido cultural, una charla a cargo del capataz de la Cofradía de los Estudiantes de Sevilla y, sobre todo, la salida extraordinaria del Cristo de la Expiración el 26 de noviembre de 2022. La conmemoración tuvo su broche final en una eucaristía de acción de gracias celebrada el 27 de noviembre. En el año 2024 se presenta el libro conmemorativo de estos 75 años de existencia de la Hermandad, en un acto que tuvo lugar en la Casa de Cultura.

## Pasos
Paso del Santísimo Cristo de la Expiración. La imagen del Cristo es obra del escultor valenciano Enrique Pariente Sanchís (1948). Procesiona sobre un paso que es la unión de su antiguo trono y el de Nuestra Señora de la Amargura, tallados ambos en caoba por Manuel Peral Gutiérrez en los años 1948 y 1953 respectivamente.
Paso de palio. La imagen de Nuestra Señora de la Amargura es obra del imaginero toledano Víctor González Gil (1952). Procesiona sobre paso de Manuel de los Ríos, con faroles de cola de Orovio de la Torre.
Los dos pasos son portados por costaleros. El acompañamiento musical del paso del Cristo es una banda de tambores y cornetas, mientras que tras el paso de palio va una agrupación musical.

## Sede canónica
Iglesia parroquial de San Bartolomé Apóstol, realizando su salida procesional desde la denominada capilla del Salvador. En la iglesia, los titulares de la Hermandad se sitúan en un retablo, diseñado por los cofrades Óscar Menéndez-Quintana y José Martínez, en la nave de la Epístola,  el cual fue inaugurado y bendecido el 27 de febrero de 2016.

## Traje de estatutos
Los nazarenos visten túnica de color rojo con botonadura negra, capa y caperuz del mismo color. En la capa, al lado izquierdo, figura el escudo de la hermandad; soga de esparto con cinco nudos en recuerdo de las cinco llagas del Señor, calcetín blanco y esparteñas blancas con tiras de empeine.

## Marchas dedicadas a la Hermandad
- “Oración a mi Virgencita de los Estudiantes”, de Antonio Jesús Pareja Castilla (agosto, 2014).